# ماكس جونستون
ماكس جونستون (بالإنجليزية: Max Johnston)‏ هو كاتب أغاني أمريكي، ولد في القرن العشرين.

## وصلات خارجية
- الموقع الرسمي
- ماكس جونستون على موقع ميوزك برينز (الإنجليزية)
- ماكس جونستون على موقع ديسكوغز (الإنجليزية)